# Vancouver House
Vancouver House es un rascacielos residencial neofuturista situado en Vancouver, Columbia Británica. Tiene 150,3 metros de altura y 49 plantas.

## Historia
La construcción del rascacielos comenzó en 2016 y se esperaba que estuviera terminado a fines de 2019, pero su finalización se pospuso hasta el verano de 2020.
El 15 de abril de 2021, una tubería de agua en el piso 29 estalló y 17 apartamentos sufrieron daños, así como varios ascensores. Ese mismo año recibió tres premios CTBUH Skyscraper Awards a «Mejor Edificio Alto del Mundo», «Mejor Edificio de entre 100 y 199 metros» y «Mejor Edificio Alto Residencial/Hotel».

## Diseño
Vancouver House fue diseñado por el arquitecto danés Bjarke Ingels y los ingenieros estructurales Buro Happold y Glotman Simpson. El diseño se basa en un triángulo que se eleva desde el suelo y gradualmente se transforma en un rectángulo a medida que asciende hacia la cima. El diseño refleja las limitaciones del desarrollo del terreno de forma triangular inmediatamente al este de la rampa de entrada de Howe Street al puente de Granville Street. Las fachadas este y oeste del edificio presentan balcones en forma de caja, que le dan al exterior del edificio una apariencia de panal.